# Antônio Lopes
Antônio Lopes, właśc. Antônio Lopes dos Santos (ur. 12 czerwca 1941 w Rio de Janeiro) – brazylijski piłkarz, grający na pozycji napastnika, trener piłkarski.

## Kariera piłkarska

### Kariera klubowa
W 1958 rozpoczął karierę piłkarską w Olaria. Potem występował w Bonsucesso, gdzie zakończył karierę w 1962 roku. W ostatnich latach kariery jako zawodnik podjął naukę na Wydziale Wychowania Fizycznego i postanowił poświęcić się karierze trenera.

## Kariera trenerska
Karierę szkoleniowca rozpoczął w 1980 roku. Trenował kluby Olaria, América-RJ, CR Vasco da Gama, Fluminense FC, CR Flamengo, Sport Recife, Al Wasl, Portuguesa, CF Os Belenenses, Internacional-RS, Santos FC, Al-Hilal, Cruzeiro EC, Cerro Porteño, Paraná Clube, Grêmio, Athletico Paranaense, Coritiba, Corinthians Paulista, Goiás EC, Avaí FC, Vitória i América Mineiro.
Od lata 1983 do lata 1985 prowadził reprezentację Kuwejtu, w 1988 (styczeń-kwiecień) pracował na stanowisku menedżera reprezentacji Wybrzeża Kości Słoniowej (głównym trenerem był Yeo Martial).

## Sukcesy i odznaczenia

### Sukcesy piłkarskie
Olaria
- mistrz Torneio Início do Rio de Janeiro: 1960

### Sukcesy trenerskie
Vasco da Gama
- mistrz Campeonato Carioca: 1982, 1998, 2003
- mistrz Campeonato Brasileiro Série A: 1997
- zdobywca Copa Libertadores: 1998
- mistrz Torneio Rio-São Paulo: 1999

Sport
- mistrz Campeonato Pernambucano: 1988

Internacional
- zdobywca Copa do Brasil: 1992
- mistrz Campeonato Gaúcho: 1992

Paraná
- mistrz Campeonato Paranaense: 1996

Coritiba
- mistrz Campeonato Paranaense: 2004